# انتخابات الرئاسة الأرجنتينية 1999
انتخابات الرئاسة الأرجنتينية 1999 هي الانتخابات الرئاسية التي جرت في 1999، فاز بالانتخابات فرناندو دي لاروا.